# Toplitzsee
Toplitzsee – jezioro w regionie Salzkammergut na terenie Styrii.

## Geografia
Jezioro leży w gminie Grundlsee. Znajduje się na południowej stronie gór Totes Gebirge i należy do styryjskiej części regionu Salzkammergut. Dostać się do niego można z Bad Aussee w powiecie Liezen.
Jezioro jest zasilane przez dwa wodospady i podziemny dopływ z jeziora Kammersee. Leży między dwoma masywami górskimi otaczającymi Kammersee, które jest znane jako „Traunursprung” – źródło Traunu i większym jeziorem Grundlsee. Obydwa spływające wodospady znane są jako Przedni i Zadni Wodospad (Vorderer und Hinterer Wasserfall). Wody jeziora poniżej głębokości 20 m nie zawierają tlenu, a w najgłębszym miejscu jezioro osiąga 103 m głębokości. Z Toplitzsee wypływa rzeka Toplitz, uchodząca do jeziora Grundlsee. Ze względu na topografię, piesze okrążenie jeziora nie jest możliwe, a komunikacja z jeziorem Kammersee odbywa się za pomocą łodzi nazywanych lokalnie Plätte.

## Zoologia
W 1983 roku na głębokości 60 m odkryto 23-centymetrowego skąposzczeta nazwanego „Toplitzseewurm” (Lumbricus cf. Polyphemus), żyjącego w głębi jeziora w beztlenowych warunkach, w obecności siarkowodoru.

## Historia

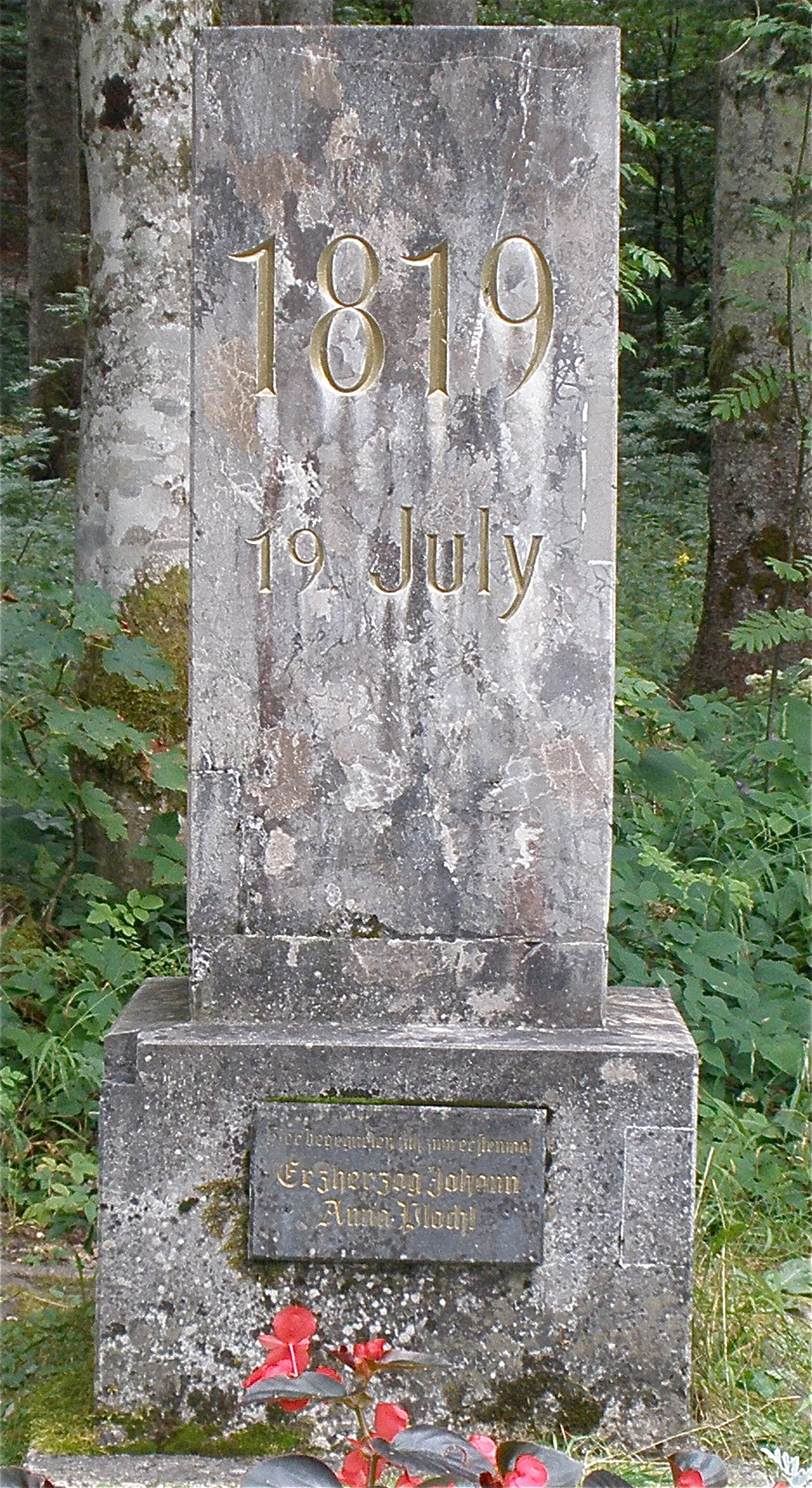
Kamień nad Toplitzsee upamiętniający pierwsze spotkanie arcyksięcia Jana (1792–1859) z przyszłą żoną Anną Pochl 19 lipca 1819 roku.

W lipcu 1819 roku arcyksiążę Jan Habsburg (1792–1859) miał poznać nad Toplitzsee swoją przyszłą żonę, Annę Plochl, córkę poczmistrza z Bad Aussee.
W latach 1943–1945 przeprowadzano na jeziorze liczne próby techniki wojennej niemieckiej Kriegsmarine.

### Poszukiwanie skarbów
Pod koniec wojny zatopiono tu skrzynie ze sfałszowanymi w ramach operacji Bernhard funtami szterlingami, za pomocą których zamierzano osłabić brytyjską gospodarkę. Według pogłosek, w jeziorze miały również być zatopione rezerwy złota III Rzeszy, informacje o numerach kont bankowych oraz dzieła sztuki.
Liczne podwodne wyprawy poszukiwawcze, również za pomocą małych łodzi podwodnych, w tym wyprawa niemieckiego biologa i filmowca Hansa Frickego z ekipą i miniłodzią podwodną GEO, odnalazły jak dotychczas jedynie skrzynie z fałszywymi pieniędzmi i „Toplitzseewurm”.
W sierpniu 1959 roku nurkowie wyciągnęli na powierzchnię pierwsze skrzynie z fałszywymi pieniędzmi (banknoty pięćdziesięciofuntowe o nominalnej wartości 2,8 miliona euro). Również w 1959 roku Franz Antel nakręcił film „Der Schatz vom Toplitzsee” z Gertem Fröbe. Również w filmie Goldfinger z 1964 roku mówi się o jeziorze jako miejscu ukrycia skarbu.
Duża liczba pni drzew, które w jeziorze nie gniją, powoduje że nurkowanie jest skrajnie trudne i niebezpieczne. W 1963 roku nurek utopił się w czasie niedozwolonego poszukiwania skarbów. Firmą nurkową kierował były członek Abwehry i bezpośredni podwładny Wilhelma Canarisa (1887–1945), a jej działalność miała w pierwszym rzędzie podłoże polityczne. W trakcie czterech tygodni poszukiwań, a potem wydobywania zwłok nurka, jezioro zostało zmapowane. Podjęte w wyniku tego na zlecenie Federalnego Ministerstwa Spraw Wewnętrznych badania podwodne, mające na celu wydobycie materiałów wojskowych, mające trwać do wiosny 1964 roku, nie zostały jednak podjęte po przerwie zimowej ze względu na koszty. Od tego czasu jezioro zostało zamknięte przez władze dla jakiejkolwiek działalności podwodnej. Zakaz nurkowania był ważny do 1983 roku.
W 2000 roku inny zespół – amerykańska firma nurkowa Oceaneering – przeszukiwał dno jeziora przez trzy tygodnie. Jedynym znaleziskiem była skrzynka pełna kapsli, którą zatopiło w 1984 roku pięciu bywalców jednej z piwiarni, tzw. Stammtischbrüder. Austriackie Lasy Federalne, jako zarządca jeziora, zezwoliły kolejnej amerykańskiej firmie na dokładne poszukiwania w latach 2005–2008. Następna akcja poszukiwawcza, która miała być prowadzona przez Amerykanina Normana Scotta, uzyskała zezwolenie od Lasów Federalnych. Jezioro miało być przeszukiwane pod kątem pozostałości wojennych, jednak wydobycie każdego znaleziska musiało być poprzedzone badaniem jego wpływu na środowisko przez ekspertów w Scharfling. Projekt, wielokrotnie przekładany, został ostatecznie zarzucony w 2009 roku.
W 2012 roku Lasy Federalne ponownie rozważały zezwolenie na naukowe badania podwodne oraz wykonanie map jeziora.

## Literatura
- Erich Gabriel: „Kriegsrelikte aus dem Toplitzsee”. Österreichs Heerestaucher feiern ein Jubiläum. Katalog zur Sonderausstellung … ab 23. November 1985. Heeresgeschichtliches Museum (Militärwissenschaftliches Institut), Wien 1985, OBV.
- Markus Köberl: Der Toplitzsee, wo Geschichte und Sage zusammentreffen. Österreichischer Bundesverlag, Wien 1990, ISBN 3-215-07491-5. (In Teilen aus: Markus Köberl: Der Toplitzsee. Ein Beitrag zur Zeitgeschichte des Ausseerlandes. Dissertation, Universität Wien, Wien 1988, OBV).
- Werner Kopacka: Enthülltes Geheimnis Toplitzsee. Steirische Verlagsgesellschaft, Graz 2001, ISBN 3-85489-041-9.
- Gerhard Zauner: Verschollene Schätze im Salzkammergut. Die Suche nach dem geheimnisumwitterten Nazi-Gold. Stocker, Graz (u.a.) 2003, ISBN 3-7020-0985-X.
- Johannes Pichler: „Mythos Toplitzsee”. Eine historische Spurensuche nach den Grundlagen einer Legendenbildung. Diplomarbeit, Universität Salzburg, Salzburg 2003, OBV.
- Markus Köberl: Mythos Toplitzsee. Auf der Suche nach dem verborgenen Schatz. In: Thomas Hellmuth (Hrsg.): Visionäre bewegen die Welt. Ein Lesebuch durch das Salzkammergut. Pustet, Salzburg (u.a.) 2005, ISBN 3-7025-0502-4, S. 113–118.
- Hans W. Fricke: Der Toplitzsee. Meine Zeitreise. Mythos Toplitzsee, Tauchfahrt in die Vergangenheit. Amalthea Signum, Wien 2009, ISBN 978-3-85002-676-5.